# Només tu
Només tu (títol original en anglès Only You) és una pel·lícula estatunidenca dirigida l'any 1994 per Norman Jewison. Ha estat doblada al català.

## Argument
Faith és una noia que als onze anys va preguntar, fent esperitisme, el nom de l'home de la seva vida. Tres anys després va tornar a preguntar-ho a una persona que llegia el futur i li va repetir el mateix nom: Damon Bradley. Però Faith no coneix Damon fins pocs dies abans de casar-se amb un altre home. Ella no dubta gens a volar fins a Itàlia per trobar-se amb Damon, que resulta ser amic d'infantesa del seu promès. Per acabar-ho d'adobar, pel camí coneix un tercer home, Peter, que està convençut que Faith és la dona de la seva vida.

## Repartiment
- Marisa Tomei: Faith
- Robert Downey Jr.: Peter
- Billy Zane: el fals Damon Bradley
- Adam LeFevre: Damon Bradley
- Bonnie Hunt: Kate
- Joaquim De Almeida: Giovanni